# Електро (музика)
Еле́ктро (англ. Electro) — напрям музики, створений гуртом «Kraftwerk». Electro-boogie, Electro-funk — піджанр електронної музики, що виник у США на стику хіп-хопу, фанку, електропопу (і стилю музики німецького електронного гурту «Kraftwerk». Розквітом електро були 1982—1985 роки. Електро сприяв звільненню хіп-хопу з ритмічної залежності від диско. Безпосередньо з електро розвинувся жанр техно.
Характерною рисою цього стилю є застосування драм-машин для створення ритмічної основи композицій — найвпізнаваніше звучання електро надає драммашини Roland TR-808.